# Karel Miljon
Karel Leendert Miljon (Amsterdam, 17 september 1903 – Bennebroek, 8 februari 1984) was een amateurbokser uit Nederland. Namens zijn vaderland nam hij tweemaal deel aan de Olympische Spelen en won hierbij één medaille.
Op de spelen van 1924 sneuvelde hij in de eerste ronde van het halfzwaargewicht, maar vier jaar later, toen zijn geboorteplaats Amsterdam gastheer was van de Spelen, won de elfvoudig Nederlands kampioen de bronzen medaille in diezelfde gewichtsklasse. In de halve finales leed Miljon een omstreden nederlaag tegen de Duitser Ernst Pistulla. Bep van Klaveren had eerder op die dag, een beetje geflatteerd, zijn halve finale partij gewonnen en de toenmalige boks-bobo's vonden twee Nederlanders in een olympische finale te veel van het goede. Karel werd daar dus het slachtoffer van en deze "nederlaag" heeft hem zijn hele verdere loopbaan achtervolgd. In 1927 won Miljon bij de Europese kampioenschappen (amateurs) in Berlijn de tweede prijs.
- Bibliothèque nationale de France: cb17044033w (data)
- Virtual International Authority File: 43146574890338150359